# منوار رضاييفا
منوار مجيد قيزي رضاييفا (بالأذرية: Münəvvər Rzayeva) - نحاتة أذربيجانية شهيرة، تم تكريمها في جمهورية أذربيجان.

## حياتها وإبداعها
ولدت منوار رضاييفا بمدينة شوشا في 6 يونيو عام 1929 في عائلة البساط المعروف مجيد. تخرجت من مدرسة الرسم إسمه عزيم عزيمزاده في 1950، و من كلية فن النحت أكادمية الرسم موسكو الحكومية إسمه فاسيلي سوريكوف في 1956.
منوار رضاييفا هي مؤالفة أكثر من مئة عمل خلال فترتها و فعرضوا في العاصمة، في المدن الأخرى أيضا.
و شارك في المعارض المختلفة منذ 1943. كانت منوار رضاييفا عضوا في اتحاد الفنانين الأذربيجانيين من 1953.
يتم الحفاظ أعمالها في المتحف الوطني للفنون في أذربيجان، المتحف الوطني للأدب الأذري، في المتحف أوردوبادي قي الصندوق الفني.
تماثيل نصفية حسين جافيد، سيرغي يسينين، نريمان نريمانوف، ناظم حكمت، ميكاييل موشفيقأن لهم مكانة خاصة في حياتها الإبداعية.
توفيت مونافار رزاييفا في 6 يونيو 2004 في عيد ميلادها 75 من عمرها.